# یوتیوب ریوایند
یوتیوب ریوایند (به سبک نوشتاری YouTube ЯEWIND) به معنای بازگشت به عقب یوتیوب، یک مجموعه ویدیوی سالانه متوقف شده‌ای است که توسط یوتیوب و پورتالْ اِی اینتراکتیو از سال ۲۰۱۰ تا ۲۰۱۹ تولید و پخش شد. این ویدیوها یک مرور کلی و خلاصه‌ای از ویدیوهای وایرال، رویدادها، ترندها و موسیقی هر سال بود. قسمت‌های این مجموعه ویدیو هر سال در کانال رسمی یوتیوب آپلود می‌شد.
ویدیوی ۲۰۱۸ این مجموعه به نام YouTube Rewind 2018: Everyone Controls Rewind، توسط منتقدان، یوتیوبرها و کاربران در دو هفته اول انتشار خود بیش از ۱۰ میلیون دیس‌لایک گرفت و تبدیل به منفورترین ویدیوی تاریخ یوتیوب شد. ویدیوی بعدی، YouTube Rewind 2019: For the Record نیز با استقبال ضعیف کاربران روبرو شد. ریوایند به دلیل دنیاگیری کووید-۱۹ برای سال ۲۰۲۰ بازنگشت و یوتیوب سال بعد اعلام کرد که ساخت این مجموعه ویدیوها متوقف خواهد شد.